# Finnkampen
Finnkampen – tradycyjny mecz lekkoatletyczny rozgrywany począwszy od 1925 roku pomiędzy reprezentacjami Finlandii i Szwecji. Aktualnie impreza odbywa się rokrocznie od 1954 roku. Pierwotnie w zawodach brali udział tylko mężczyźni, a kobiety startują od 1953 roku (poza 1956, 1962 i 1963) jednak dopiero w 1964 rywalizowały na tym samym obiekcie co mężczyźni. Punktacja w meczu liczona jest osobno dla panów i pań. Najwięcej zwycięstw w klasyfikacji końcowej odnieśli wśród mężczyzn Finowie (46), a wśród kobiet Szwedki (38).

## Historia
Zawody Finnkampen rozegrano po raz pierwszy 5 i 6 września 1925 roku w Helsinkach, a wśród uczestników znalazł się wybitny fiński długodystansowiec Paavo Nurmi. Kolejne edycje meczu rozegrano w 1927, 1929 oraz 1931 roku. Po zawodach, które w 1931 odbyły się w Sztokholmie, nastąpiła ośmioletnia przerwa w rozgrywaniu imprezy. Przerwa była efektem wydarzeń, które miały miejsce na bankiecie po zakończeniu meczu. Ówczesny szef Fińskiego Związku Lekkiej Atletyki Urho Kaleva Kekkonen ogłosił, że Finlandia rezygnuje ze startu w kolejnej edycji zawodów. Sytuacja była związana z zarzutami dla Paavo Nurmiego, że przekroczył granicę amatorstwa. Wśród oponentów Fina znalazł się wówczas Szwed Sigfrid Edström, zarządzający wtedy Międzynarodową Amatorską Federacją Lekkiej Atletyki. Stosunki sportowe między tymi krajami zostały zerwane. Zawody w 1939 roku, w których Finowie zdecydowali się wystąpić, odbyły się tuż przed wybuchem II wojny światowej. Rok później rozegrano trójmecz lekkoatletyczny Finlandia – Szwecja – III Rzesza. Trwająca wojna doprowadziła do niezorganizowania zawodów w 1941 i 1944 roku.
W Finlandii zawody tradycyjnie odbywają się w Helsinkach na stadionie olimpijskim. Szwecja najczęściej organizowała mecz na stadionie olimpijskim w Sztokholmie, jednak od 1999 roku w związku z przygotowaniami do organizacji w Göteborgu mistrzostw Europy (2006) zawody odbywają się na Ullevi.

## Przepisy
Zawody podzielone są na rywalizację mężczyzn i kobiet. W każdej z konkurencji startuje trzech zawodników ze Szwecji i trzech z Finlandii. Mecz trwa dwa dni. Państwa otrzymują punkty w zależności od pozycji zajętej przez ich reprezentanta (7 pkt za 1. miejsce, 5 pkt za 2. itd. aż do 1 pkt za 6. miejsce; reprezentacja nie otrzymuje punktu w przypadku, gdy zawodnik zostaje zdyskwalifikowany, nie ukończy konkurencji biegowej lub nie zaliczy żadnej próby w konkurencji technicznej).

## Rezultaty
| Rok              | Gospodarz   | Zwycięzca (Panowie) | Rezultat    | Zwycięzca (Panie) | Rezultat    |
| 1925             | Helsinki    | Finlandia           | 99-85       | -                 | -           |
| 1927             | Sztokholm   | Szwecja             | 98-86       | -                 | -           |
| 1929             | Helsinki    | Szwecja             | 93-90       | -                 | -           |
| 1931             | Sztokholm   | Finlandia           | 104-76      | -                 | -           |
| 1939             | Sztokholm   | Finlandia           | 112-102     | -                 | -           |
| 1940             | Helsinki    | Szwecja             | 111-103     | -                 | -           |
| 1945             | Sztokholm   | Szwecja             | 105-79      | -                 | -           |
| 1946             | Helsinki    | Szwecja             | 114,5-68,5  | -                 | -           |
| 1947             | Göteborg    | Szwecja             | 106-78      | -                 | -           |
| 1948             | Helsingborg | Szwecja             | 138-76      | -                 | -           |
| 1950             | Sztokholm   | Szwecja             | 123-88      | -                 | -           |
| 1951             | Helsinki    | Finlandia           | 216-194     | -                 | -           |
| 1953             | Sztokholm   | Szwecja             | 217-193     | Szwecja           | 58-48       |
| 1954             | Helsinki    | Finlandia           | 207-202     | Szwecja           | 64-42       |
| 1955             | Sztokholm   | Finlandia           | 213-196     | Szwecja           | 58-48       |
| 1956             | Helsinki    | Finlandia           | 209-201     | -                 | -           |
| 1957             | Sztokholm   | Finlandia           | 208-201     | Szwecja           | 64-42       |
| 1958             | Helsinki    | Finlandia           | 232-177     | Szwecja           | 66-51       |
| 1959             | Göteborg    | Finlandia           | 209-200     | Szwecja           | 64-53       |
| 1960             | Helsinki    | Finlandia           | 216-194     | Szwecja           | 67-50       |
| 1961             | Sztokholm   | Finlandia           | 220,5-189,5 | Szwecja           | 68,5-48,5   |
| 1962             | Helsinki    | Finlandia           | 219-190     | -                 | -           |
| 1963             | Sztokholm   | Finlandia           | 220-190     | -                 | -           |
| 1964             | Helsinki    | Finlandia           | 210,5-199,5 | Szwecja           | 64-53       |
| 1965             | Sztokholm   | Szwecja             | 210-200     | Szwecja           | 65-52       |
| 1966             | Helsinki    | Szwecja             | 208,5-199,5 | Szwecja           | 62-55       |
| 1967             | Sztokholm   | Szwecja             | 212-198     | Szwecja           | 66-51       |
| 1968             | Helsinki    | Finlandia           | 208,5-199,5 | Szwecja           | 64-52       |
| 1969             | Sztokholm   | Szwecja             | 212,5-195,5 | Szwecja           | 75-60       |
| 1970             | Helsinki    | Finlandia           | 227-182     | Szwecja           | 82-53       |
| 1971             | Göteborg    | Finlandia           | 224-183     | Szwecja           | 71-64       |
| 1972             | Helsinki    | Finlandia           | 236,5-173,5 | Finlandia         | 73-60       |
| 1973             | Sztokholm   | Finlandia           | 223-187     | Finlandia         | 77-69       |
| 1974             | Helsinki    | Finlandia           | 207-200     | Finlandia         | 75-60       |
| 1975             | Sztokholm   | Finlandia           | 214-191     | Finlandia         | 94-62       |
| 1976             | Helsinki    | Finlandia           | 223-187     | Finlandia         | 91-66       |
| 1977             | Sztokholm   | Finlandia           | 212-194     | Finlandia         | 86-69       |
| 1978             | Helsinki    | Finlandia           | 240-168     | Finlandia         | 85-72       |
| 1979             | Sztokholm   | Finlandia           | 214-194     | Finlandia         | 80-77       |
| 1980             | Helsinki    | Finlandia           | 232-178     | Szwecja           | 79-78       |
| 1981             | Sztokholm   | Finlandia           | 214-196     | Szwecja           | 81-75       |
| 1982             | Helsinki    | Finlandia           | 215-193     | Szwecja           | 79-78       |
| 1983             | Sztokholm   | Finlandia           | 234-176     | Szwecja           | 83-74       |
| 1984             | Helsinki    | Finlandia           | 216-193     | Finlandia         | 155-145     |
| 1985             | Sztokholm   | Szwecja             | 219-185     | Szwecja           | 166-156     |
| 1986             | Helsinki    | Szwecja             | 210,5-198,5 | Szwecja           | 184-138     |
| 1987             | Sztokholm   | Finlandia           | 210,5-197,5 | Finlandia         | 165-157     |
| 1988             | Helsinki    | Finlandia           | 229,5-180,5 | Finlandia         | 170-150     |
| 1989             | Sztokholm   | Szwecja             | 213-197     | Finlandia         | 184-138     |
| 1990             | Helsinki    | Finlandia           | 217-193     | Finlandia         | 182-140     |
| 1991             | Sztokholm   | Szwecja             | 226-183     | Finlandia         | 197-147     |
| 1992             | Helsinki    | Szwecja             | 198-187     | Finlandia         | 195-149     |
| 1993             | Sztokholm   | Szwecja             | 215-192     | Finlandia         | 198-144     |
| 1994             | Sztokholm   | Szwecja             | 219-190     | Finlandia         | 174-170     |
| 1995             | Helsinki    | Finlandia           | 213-196     | Finlandia         | 196-146     |
| 1996             | Helsinki    | Szwecja             | 205,5-202,5 | Finlandia         | 215-173     |
| 1997             | Sztokholm   | Finlandia           | 207,5-198,5 | Finlandia         | 223-165     |
| 1998             | Helsinki    | Finlandia           | 206-200     | Finlandia         | 210-178     |
| 1999             | Göteborg    | Szwecja             | 210-198     | Finlandia         | 212-175     |
| 2000             | Helsinki    | Szwecja             | 216-194     | Finlandia         | 219-191     |
| 2001             | Göteborg    | Szwecja             | 218-185     | Szwecja           | 213-197     |
| 2002             | Helsinki    | Finlandia           | 223-187     | Szwecja           | 215,5-192,5 |
| 2003             | Helsinki    | Finlandia           | 205-203     | Szwecja           | 208,5-201,5 |
| 2004             | Göteborg    | Szwecja             | 217-191     | Szwecja           | 228,5-178,5 |
| 2005             | Göteborg    | Finlandia           | 212-197     | Szwecja           | 230-179     |
| 2006             | Helsinki    | Finlandia           | 204-201     | Szwecja           | 226-183     |
| 2007             | Göteborg    | Finlandia           | 203-199     | Szwecja           | 219-189     |
| 2008             | Helsinki    | Finlandia           | 215-193     | Szwecja           | 209,5-197,5 |
| 2009             | Göteborg    | Szwecja             | 208-200     | Szwecja           | 213-197     |
| 2010 (szczegóły) | Helsinki    | Finlandia           | 214-195     | Szwecja           | 226-182     |
| 2011 (szczegóły) | Helsinki    | Finlandia           | 206-194     | Szwecja           | 225-182     |
| 2012 (szczegóły) | Göteborg    | Szwecja             | 220-187     | Finlandia         | 223-187     |
| 2013 (szczegóły) | Sztokholm   | Szwecja             | 235-173     | Szwecja           | 215-195     |
| 2014 (szczegóły) | Helsinki    | Szwecja             | 216-193     | Szwecja           | 206-204     |
| 2015 (szczegóły) | Sztokholm   | Szwecja             | 231-179     | Finlandia         | 213,5-193,5 |
| 2016 (szczegóły) | Tampere     | Szwecja             | 210-200     | Szwecja           | 213-197     |
| 2017 (szczegóły) | Sztokholm   | Szwecja             | 216-188     | Szwecja           | 232,5-177,5 |
| 2018 (szczegóły) | Tampere     | Finlandia           | 206–202     | Szwecja           | 216–194     |
| 2019 (szczegóły) | Sztokholm   | Szwecja             | 228–181     | Szwecja           | 217,5–192,5 |
| 2020 (szczegóły) | Tampere     | Szwecja             | 206–201     | Szwecja           | 221–186     |
| 2021 (szczegóły) | Sztokholm   | Szwecja             | 230–201     | Szwecja           | 223,5–207,5 |
| 2022 (szczegóły) | Helsinki    | Szwecja             | 227,5–204,5 | Szwecja           | 225,5–205,5 |
| 2023 (szczegóły) | Sztokholm   | Szwecja             | 227–227     | Szwecja           | 228,5–225,5 |
| 2024 (szczegóły) | Helsinki    | Finlandia           | 228–225     | Finlandia         | 229,5–224,5 |